# Finn Magnussen
Pour les articles homonymes, voir Magnussen.
Finn Magnussen, ou Finnur Magnusson, (né le 27 août 1781 à Skálholt, Islande ; mort le 24 décembre 1847  à Copenhague, Danemark), archéologue islandais
D'abord juge à Reykjavik, il alla en 1809 se fixer à Copenhague, s'y livra à d'intéressantes recherches sur les antiquités littéraires des contrées du Nord, devint professeur de langue islandaise à l'université en 1815, puis directeur en chef des archives du royaume. 
Il a traduit les Eddas en danois, et a donné, entre autres ouvrages : 
- Commentaires sur les Sagas, en latin ;
- Archéologie septentrionale ;
- Doctrines et origines de l'Edda ;
- Parallèle des religions des anciens Scandinaves et des peuples indopersans, tous trois en danois ;
- Dictionnaire de la mythologie des anciens peuples du Nord, en latin.

## Source
Cet article comprend des extraits du Dictionnaire Bouillet. Il est possible de supprimer cette indication, si le texte reflète le savoir actuel sur ce thème, si les sources sont citées, s'il satisfait aux exigences linguistiques actuelles et s'il ne contient pas de propos qui vont à l'encontre des règles de neutralité de Wikipédia.